# Скруџ (филм из 1951)
Скруџ (енгл. Scrooge), такође познат под насловом Божићна прича (енгл. A Christmas Carol), британски је фантастично-драмски филм из 1951. године, режисера и ко-продуцента Брајана Дезмонда Херста, заснован на истоименој новели Чарлса Дикенса. Насловну улогу у филму тумачи Аластер Сим, док су у осталим улогама Мервин Џонс, Хермајони Бадели, Џек Ворнер, Кетлин Харисон, Мајкл Хордерн и Џорџ Кол. Питер Бул, наратор филма, такође има малу улогу бизнисмена.
Филм је премијерно приказан 22. новембра 1951. у Лондону, док је у биоскопима објављен шест дана касније. Иако је по изласку наишао на помешане рецензије критичара, Скруџ се данас сматра божићним класиком, нарочито због Симове насловне улоге.

## Радња
На Бадње вече, Ебенизер Скруџ говори двојици пословних људи да нема намеру да слави Божић. Одбија да донира новац двојици људи који прикупљају помоћ за сиромашне. Његов нећак Фред га позива на вечеру сутрадан, али Скруџ одбија, омаловажавајући Фреда због тога што се оженио. Скруџ невољно даје свом службенику Бобу Крачиту слободан дан за Божић, јер тада неће бити посла, али очекује да се Крачит врати раније следећег дана.
Скруџ се враћа кући и посећује га дух његовог покојног пословног партнера, Џејкоба Марлија, који је преминуо пре тачно седам година. Марлијев дух упозорава Скруџа да мора да промени своје понашање или ће, после смрти, заувек ходати земљом окован у ланце, попут њега сада. Марли каже Скруџу да ће га посетити три духа, први у један сат после поноћи. Уплашен, Скруџ се скрива у кревету.
Долази Дух прошлих Божића и показује Скруџу њега самог у школи, непожељног од стране свог оца након што му је мајка умрла на порођају. Његова вољена сестра Фен долази по њега, говорећи брату да је њихов отац променио мишљење у вези са њим. Дух показује Скруџу божићну забаву коју је организовао његов бивши добродушни послодавац, Фезивиг. Скруџ гледа како његова млађа верзија проси своју девојку Алис, која пристаје. Затим му се показује како га је господин Џоркин примамио да напусти Фезивига и пређе код њега.
Скруџ сведочи Фениној смрти након што је родила Фреда, откривши да је пропустио њене последње речи у којима га је молила да брине о њеном сину. Млађи Скруџ се придружује Џоркину и упознаје Џејкоба Марлија. Џоркинова фирма купује Фезивигову, а Алис раскида веридбу са Скруџом због његове преданости „златном идолу”. Када је Џоркин откривен у проневери средства сада банкротиране компаније, Скруџ и Марли надокнађују нестали новац под условом да преузму контролу над фирмом. Једне Бадње вечери, Скруџ одбија да напусти посао како би посетио Марлија на самрти. Када коначно стигне, Марли, знајући да ће бити кажњен за своје грехе, покушава да упозори Скруџа против похлепе. Дух прекорева Скруџа што је узео Марлијев новац и кућу, док се посрамљени Скруџ враћа у свој кревет.
Скруџа затим посећује Дух садашњег Божића, који га води да види како „људи добре воље” славе Божић. Дух показује Скруџу сиромашне рударе који весело певају божићне песме и божићну прославу породице Крачит. Скруџ пита да ли ће њихов болесни син, Мали Тим, преживети своје физичке недаће. Дух наговештава да неће, осим ако се будућност не промени. Скруџ и дух затим посећују Фредову божићну забаву, где Фред брани Скруџа од критичких примедби својих гостију.
Старa Алис сада ради у прихватилишту за сиромашне, где брине о болеснима и бескућницима. Дух показује Скруџу двоје изнемогле деце, оличење Незнања и Оскудице. Када Скруџ изрази забринутост за њихову добробит, Дух га исмева и подсмева му се његовим сопственим речима: „Зар нема затвора? Зар нема сиротињских домова?”
Коначно, Скруџ наилази на Духа Божића који ће тек доћи, који му показује Крачитове који жале због смрти Малог Тима. Троје људи, укључујући његову служавку госпођу Дилбер, продају ствари једног покојника, а двојица пословних људи се шале како ће отићи на његову сахрану само ако им буде обезбеђен ручак. Када види надгробни споменик са својим именом, Скруџ моли Духа да му да другу шансу; затим се буди у свом кревету.
Скруџ сазнаје да је Божићно јутро и са одушевљењем схвата да још има прилику да се поправи. Иако је госпођа Дилбер у почетку уплашена његовом трансформацијом, Скруџ је разуверава и обећава да ће јој повећати плату. Анонимно купује ћурку за породицу Крачит и шаље им је. Развесели Фреда одласком на његову божићну вечеру, извињава се својој снаји и плеше са њом. Следећег дана, Скруџ се нашали са Бобом Крачитом, претварајући се да ће га отпустити због кашњења на посао, али уместо тога каже да ће му повећати плату и помоћи његовој породици. Скруџ оличава дух Божића и постаје други отац Малом Тиму, који се опоравља.

## Улоге
| Глумац              | Улога                       |
| ------------------- | --------------------------- |
| Аластер Сим         | Ебенизер Скруџ              |
| Џорџ Кол (млад)     | Ебенизер Скруџ              |
| Кетлин Харисон      | госпођа Дилбер              |
| Мервин Џонс         | Боб Крачит                  |
| Хермајони Бадели    | госпођа Крачит              |
| Мајкл Хордерн       | Џејкоб Марли                |
| Патрик Макни (млад) | Џејкоб Марли                |
| Глин Дирман         | Мали Тим Крачит             |
| Џон Чарлсворт       | Питер Крачит                |
| Мајкл Џ. Долан      | Дух прошлих Божића          |
| Франсис де Волф     | Дух садашњег Божића         |
| Чеслав Конарски     | Дух Божића који ће тек доћи |
| Рона Андерсон       | Алис                        |
| Керол Марш          | Фен Скруџ                   |
| Џек Ворнер          | господин Џоркин             |
| Роди Хјуз           | господин Фезивиг            |
| Брајан Ворт         | Фред                        |
| Олга Едвардс        | Фредова супруга             |
| Мајлс Малесон       | стари Џо                    |
| Ернест Тесигер      | господин Стреч              |
| Питер Бул           | наратор                     |
| Питер Бул           | бизнисмен на берзи          |